# Головчак Актеон
Головчак Актеон (Thymelicus acteon) — вид денних метеликів родини Головчаки (Hesperiidae).

## Назва
Вид названий на честь персонажа давньогрецької міфології Актеона.

## Поширення
Вид поширений у Південній та Центральній Європі, Північно-Західній Африці, Малій Азії, на Кавказі та Близькому Сході. Відомий за декількома знахідками з Чернігівської, Чернівецької та Волинської областей, Дністровського каньйону, південно-східної частини Прикарпаття.

## Опис
Розмах крил 24-27 мм. Світле золотисте кільце на передніх крилах, як правило, більш виражене у самиці, ніж у самця, який має оранжеве забарвлення з опуклою чорною рискою. Низ крил тьмяно-помаранчевий у самців і самиць, кінчики антен знизу кремові. Метелик часто гріється на сонці, піднявши передні крила.

## Спосіб життя
Метелики літають з початку липня до початку серпня. Після спарювання самиця відкладає по одному яйцю на засохле листя кормових рослин. Гусениця живе і зимує в згорнутому листі злаків, де і заляльковується. Кормові рослини гусениць - різні злаки: пирій повзучий, житняк, райграс високий, коротконіжка периста, коротконіжка лісова, куничник наземний, тонконіг однорічний тощо.